# Фракция КПРФ в Государственной думе VIII созыва
Фракция КПРФ в Государственной думе восьмого созыва — депутатское объединение КПРФ в Госдуме VIII созыва (2021—2026).
На выборах в Госдуму КПРФ, согласно официальным данным, получила 18,94 % голосов, что дало ей право на 48 депутатских мандатов. 9 человек, выдвинутых от партии, победили на выборах в одномандатных округах. Таким образом, по результата выборов в Госдуму всего фракция КПРФ получила 57 места в Госдуме VIII созыва.
Голосование прошло в напряжённой обстановке и сопровождалось массовыми нарушениями выборного законодательства, особенно в Москве, где поддержанные «Умным голосованием» кандидаты от оппозиции (Валерий Рашкин, Денис Парфёнов, Михаил Лобанов, Анастасия Удальцова, Сергей Обухов, Михаил Таранцов, а также представители иных политических сил Анастасия Брюханова и Сергей Митрохин) лидировали все три дня голосования, но после добавления результатов дистанционного электронного голосования (ДЭГ) — потерпели поражение во всех округах, что значительно снизило возможное представительство партии в новом созыве Думы. КПРФ не признала результаты выборов в Москве, потребовала аннулировать итоги ДЭГ, как сфальсифицированные и организовала массовые протесты в формате встреч с депутатами.
7 октября состоялось организационное собрание фракции, на котором Геннадий Зюганов был избран её председателем, а Николай Коломейцев — первым заместителем председателя.

## Деятельность
На выборах Председателя Государственной думы фракция выдвинула кандидатуру Дмитрия Новикова, получившего 61 голос против 360 у действующего главы парламента Вячеслава Володина. При этом за Новикова проголосовали, помимо депутатов фракции, также Оксана Дмитриева от «Партии роста» и часть фракции ЛДПР: Сергей Карагинов, Сергей Леонов, Евгений Марков, Дмитрий Свищёв, Владимир Сипягин, Иван Сухарев и Борис Чернышов.
14 октября 2021 года фракция «Единой России» заблокировала предложение фракции КПРФ провести парламентское расследование выявленных фактов пыток заключённых.
- За предложение КПРФ проголосовали 96 депутатов (из них 1 депутат фракции «Единая Россия» — Александр Поляков, 53 депутата фракции КПРФ, 23 депутата фракции «Справедливая Россия — За правду», 12 депутатов фракции ЛДПР, 7 депутатов фракции «Новые люди»);
- против проголосовал 261 депутат (из них 258 депутатов фракции «Единая Россия», 2 депутата фракции КПРФ — Сергей Гаврилов и Александр Ющенко, 1 депутат фракции ЛДПР — Иван Мусатов);
- воздержался 1 депутат (Оксана Дмитриева, не входит во фракции)[9][10].

25 ноября 2021 года был лишён депутатской неприкосновенности депутат фракции КПРФ Валерий Рашкин. 
- За лишение его депутатской неприкосновенности и согласие на возбуждение в отношении него уголовного дела проголосовал 341 депутат (из них 287 депутатов фракции «Единой России», 20 депутатов фракции «Справедливой России», 21 депутат фракции ЛДПР, 12 депутатов фракции «Новых людей» и 1 депутат, не входящий во фракции — Евгений Марченко);
- против проголосовали 55 депутатов (из них 54 депутата фракции КПРФ и 1 депутат фракции «Справедливой России» — Дмитрий Кузнецов);
- воздержались 2 депутата (оба из фракции «Справедливой России» — Вадим Белоусов и Николай Бурляев)[12].

## Состав
Состав фракции указан в соответствии с официальной публикацией «Российской газеты» и списком депутатов на официальном сайте Государственной думы.
1. Зюганов Геннадий Андреевич
2. Савицкая Светлана Евгеньевна
3. Афонин Юрий Вячеславович
4. Кочиев Роберт Иванович
5. Мельников Иван Иванович
6. Кашин Владимир Иванович
7. Новиков Дмитрий Георгиевич
8. Харитонов Николай Михайлович
9. Коломейцев Николай Васильевич
10. Шаргунов Сергей Александрович
11. Кумин Вадим Валентинович
12. Синельщиков Юрий Петрович
13. Тайсаев Казбек Куцукович
14. Куринный Алексей Владимирович
15. Глазкова Анжелика Егоровна[15]
16. Ющенко Александр Андреевич
17. Мархаев Вячеслав Михайлович
18. Бифов Анатолий Жамалович
19. Арефьев Николай Васильевич
20. Комоцкий Борис Олегович
21. Филатова Ирина Анатольевна
22. Левченко Сергей Георгиевич
23. Прокофьев Артём Вячеславович
24. Дробот Мария Владимировна
25. Бабич Иван Николаевич
26. Осадчий Николай Иванович
27. Корниенко Алексей Викторович
28. Гаврилов Сергей Анатольевич
29. Иванов Николай Николаевич
30. Лябихов Роман Михайлович
31. Лебедев Олег Александрович
32. Алимова Ольга Николаевна
33. Исаков Владимир Павлович[16]
34. Берулава Михаил Николаевич
35. Пантелеев Сергей Михайлович
36. Камнев Георгий Петрович
37. Васильев Николай Иванович
38. Иванюженков Борис Викторович
39. Соболев Виктор Иванович[17]
40. Сулейманов Ренат Исмаилович
41. Авдеев Михаил Юрьевич
42. Останина Нина Александрова
43. Бессонов Евгений Иванович
44. Езерский Николай Николаевич
45. Обухов Сергей Павлович
46. Парфёнов Денис Андреевич
47. Щапов Михаил Викторович
48. Смолин Олег Николаевич
49. Калашников Леонид Иванович
50. Михайлов Олег Алексеевич
51. Прусакова Мария Николаевна
52. Казанков Сергей Иванович
53. Аммосов Петр Револьдович
54. Алёхин Андрей Анатольевич
55. Матвеев Михаил Николаевич
56. Удальцова Анастасия Олеговна[18]
57. Егоров Владислав Иванович

## Бывшие члены
1. Клычков Андрей Евгеньевич (отказался от мандата)[19].
2. Локоть Анатолий Евгеньевич (отказался от мандата)[20].
3. Черемисов Константин Николаевич (отказался от мандата)[21].
4. Рашкин Валерий Фёдорович (лишён мандата 25 мая 2022 года)[22], мандат передан Анастасии Удальцовой[23].
5. Блоцкий Владимир Николаевич (полномочия досрочно прекращены 4 декабря 2023 года)[24], мандат передан Владиславу Егорову[25].